# 田新高速公路
田新高速公路是中華人民共和國廣西壯族自治區的一條高速公路。2022年全線貫通，2023年正式開通。